# بلاطة خرسانية

طريقة إنشاء قوالب البلاطة الخراسانية الحديثة

 البلاطة خرسانية عنصر إنشائي يتواجد في أغلب الأبنية الحديثة وغالبا ما تصب البلاطة بشكل أفقي ويمكن إنشائها بشكل مائل أو عدة أشكال وذلك حسب التصميم.
- نوع البلاطة الخرسانية يتبع نوع الخرسانة المستخدمة. فإذا استخدمنا خرسانة مسبقة الإجهاد تكون البلاطة مسبقة الإجهاد.[1]

## السماكة
تختلف سماكة البلاطة الخرسانية بختلاف أماكن استخدامها وبختلاف نوعها.
- تتراوح سماكة البلاطة الخرسانية بين 10 - 50 سم في البلاطات المستخدمة لإنشاء الأرضيات والسطوح.
- يمكن أن تزيد سماكة البلاطة عن 50 سم في حالة بلاطة الأساس ويطلق عليها اسم الحصيرة.
- يستفاد من سماكة البلاطة في إخفاء التمديدات الصحية والكهربائية في بعض الأبنية.

## القوالب

طريقة إنشاء القوالب الخشبية

يتطلب صب البلاطة الخرسانية قالب يحتوي هذه البلاطة في حالتها المائعة.وهنالك أنواع عديدة من القوالب
- القوالب الخشبية حيث يصنع القالب من الخشب هو أول الأنواع المستخدمة في صنع القوالب ولا يزال مستخدما إلى الآن.
- القوالب المعدنية
- قوالب اللدائن الصلبة
- في حالة البلاطة المسبقة الصنع لا يتم استخدام القوالب حيث يتم تركيب البلاطة في الموقع مباشرة.

## التأثير الحراري
الحرارة هي من أهم العوامل المؤثرة في البلاطة الخرسانية. لذلك يتم عمل عدة أمور لتلافي هذا التأثير منها:
- إنشاء طبقة عازلة فوق وتحت البلاطة الخرسانية.[2]
- إنشاء فواصل تمدد في مسافات محددة.
- تدعيم البلاطة الخراسانية بحديد التسليح.
- البلاد التي تتميز بدرجات حرارة مرتفعة يتم سكب الخرسانة في الأوقات الباردة نسيباً.

## التصميم
يتبع تصميم البلاطة الخرسانية التصميم العام للمبنى، وهنالك عدة طرق لتصميم البلاطة الخرسانية
- البلاطة الخرسانية

عند استخدام خرسانة بدون حديد التسليح تقسم البلاطة الخرسانية عل شكل مضلعات
- البلاطة الخرسانية المسلحة

ونميز في هذه الحالة نوعين
- بلاطة معصبة باتجاه واحد. أي محور واحد
- بلاطة معصبة باتجاهين. ذات محورين